# Lochlann
Lochlann, también Laithlind o Lothlend, es un reino de la Era vikinga que aparece en algunos anales irlandeses y otros escritos contemporáneos y que algunos historiadores han identificado como Noruega, aunque el argumento no está aceptado universalmente.
Otros historiadores han propuesto que anteriormente, hasta la batalla de Clontarf en 1014, Laithlind se refería a las tierras hiberno-nórdicas de las islas Hébridas, Isla de Man y parte de Escocia.
La primera cita sobre Lochlann en las crónicas irlandesas aparece en los anales de los cuatro maestros (año 848) con la muerte de un caudillo llamado Þorir (Torir), lugarteniente del rey de Laithlind, caído en el campo de batalla cerca de Leinster.
En el manuscrito irlandés de San Gallo se cita:
«Colérica esta noche ruge la tempestad. La blanca cabellera de las aguas revuelve. En las aguas de Irlanda ya no son de temer esta noche las velas de los fieros guerreros de Lochlann».
Al margen del concepto original, cuando Magnus III de Noruega emprendió sus incursiones hacia el oeste es cuando realmente tomó significado Noruega.

## Gales
En las crónicas de Gales también se menciona Llychlyn (Lochlann) en referencia al origen noruego de las «tropas puras blancas» que acosaban a los reinos de Bretland.